# It Dies Today

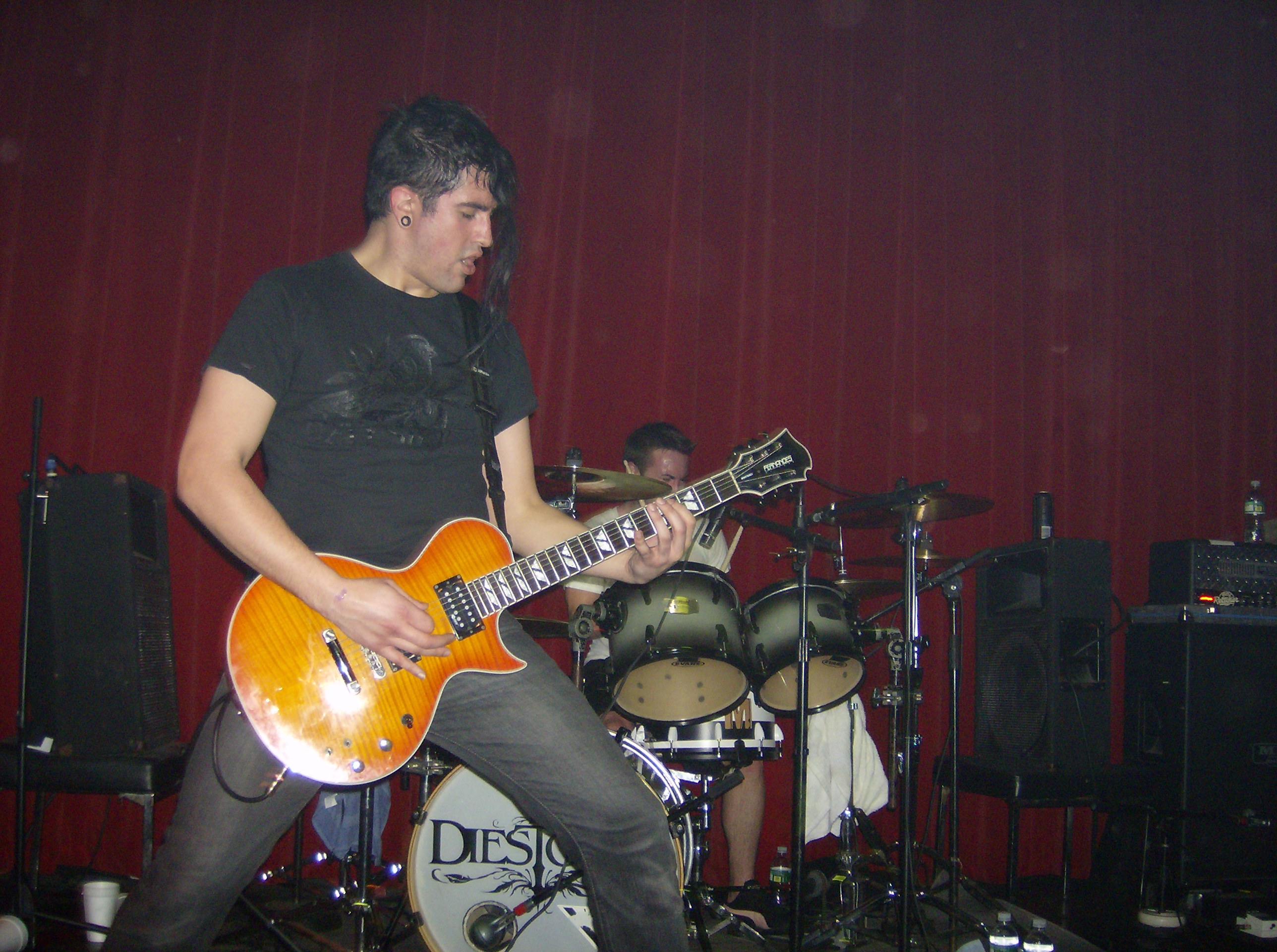
It Dies Today (2008)

It Dies Today est un groupe de metalcore américain.

## Biographie
Le groupe est né à Buffalo, NY, en août 2001. Il se composait alors de Nicholas Brooks au chant, Chris Cappelli guitare et de Steve Lemke guitare. Le groupe crée alors un mélange avec des riffs brutaux couplés avec des passages plus mélodiques.
En mai 2004 sort leur premier EP nommé « Forever Scorned », cet EP est beaucoup moins mélodique que leur album et il n'y a pratiquement pas de chant. Par la suite Steve passe de la guitare à la basse et c'est Mike Hatalak qui complète le groupe en remplaçant Steve à la guitare au côté de Chris. Le groupe signe finalement chez Trustkill.
Automne 2004 sortie de « The Caitiff Choir » album plus mélodique que l'EP et où Nicholas Brooks chante plus. Les textes sont très cyniques et inspirés pour certaines de l'œuvre de Dante, La Divine Comédie comme "The Caitiff Choir: Revelations" ainsi que "The Caitiff Choir: Defetism". Nicholas Brooks y parle de la désintégration et de la démolition de la conscience humaine. En 4 mois plus de 25 000 exemplaires sont vendus et les IDT partent en tournée, ils seront notamment présents sur l'Ozzfest 2005 sur la 2nde scène au côté de Bury Your Dead ou encore The Haunted.
Leur deuxième album "Sirens" est sorti le 17 octobre 2006.
Leur troisième album "Lividity" est sorti en 2009

## Membres

### Membres actuels
- Jason Wood: Chant
- Christopher Cappelli: guitare
- Mike Hatalak: guitare
- Steve Lemke: Basse
- Nick Mirusso: Batterie

### Anciens membres
- Nicholas Brooks - chant (2001-2007)

## Discographie

### Albums
- 2004: The Caitiff Choir
- 2006: Sirens
- 2009: Lividity

### EP et demos
- 2001: Let the Angels Whisper Your Name
- 2002: Forever Scorned

### Compilations
- 2005: Masters of Horror Soundtrack
- 2006: The Best Of Taste Of Chaos
- 2006: Headbanger's Ball: The Revenge
- 2006: A Santa Cause 2: It's A Punk Rock Christmas
- 2007: Resident Evil: Extinction Soundtrack